# 270-й стрелковый полк внутренних войск НКВД
270-й стрелковый полк внутренних войск НКВД СССР (270 сп В.в. НКВД СССР) — воинская часть внутренних войск НКВД СССР, входившая в состав 10-й стрелковой Сталинградской ордена Ленина дивизии внутренних войск НКВД СССР (1-го формирования).
Полк сыграл важную роль в сентябрьских боях в городе Сталинграде.

## История полка
270-й стрелковый полк внутренних войск НКВД СССР был одним из шести полков, которые входили в первый состав 10-й стрелковой дивизии внутренних войск НКВД, сформированной в Сталинграде. Полк, в составе дивизии, создавался в соответствии с приказом НКВД СССР № 0021 от 5 января 1942 года, изданным во исполнение постановления Государственного комитета обороны СССР № 1099-сс от 4 января 1942 «Об организации гарнизонов войск НКВД в городах, освобождаемых Красной Армией от противника». Полк, так же как и 269-й стрелковый полк внутренних войск НКВД, был сформирован в Сталинграде. Значительная часть личного состава состояла из сотрудников местных подразделений органов внутренних дел и госбезопасности. В феврале на формирование 270-го полка было выделено более пятисот человек из 178-го стрелкового полка войск НКВД СССР по охране особо важных предприятий промышленности. В соответствии с приказом командира дивизии полковника А. А. Сараева № 002 от 9 апреля 1942 года местом дислокации 270-го полка (без 6-й стрелковой роты) был назначен посёлок Бекетовка (для 6-й стрелковой роты — Сталинград).
Одной из основных задач 270-го сп была охрана тыла 62-й и 64-й армий. В течение апреля бойцы 270-го стрелкового полка задержали 433 «различного рода нарушителей и преступного элемента», что составило 34,6 % от всех задержанных дивизией. С 23 июля подразделения полка осуществляли службу заграждения в оперативном тылу 64-й армии по линии Басаргино — Цыбенко — Варваровка — Зеты — Абганерово — Аксай — Перегрузное. Штаб полка располагался в селе Ивановка. В связи с этим с 25 июля по 1 сентября 1942 года полк был оперативно подчинён Управлению войск НКВД по охране тыла Сталинградского фронта.
1 августа 1942 года в составе полка насчитывалось 1455 человек. Из них среднего и старшего комначсостава (офицеров) — 143, младшего начсостава — 338 и рядового — 974 человек. 2 августа заставы 270-го сп задержали 294 военнослужащих (225 неорганизованно отходящих с поля боя, 14 отставших от частей, 55 вышедших из окружения) и 10 гражданских, вышедших с оккупированной территории.

### Участие в боевых действиях
В первых числах августа 4-я танковая армия вермахта, изменив направление удара, перешла в наступление на Сталинград. В ночь с 2 на 3 августа 1942 года 2-й стрелковый батальон 270-го полка под командованием старшего лейтенанта Аркадия Васильевича Груздева вступил в бой с противником на реке Аксай. В 3:00 ночи подразделения немецкой 14-й танковой дивизии, переправившись через реку Аксай, столкнулись с 6-й стрелковой ротой под командованием младшего политрука Александра Николаевича Мызенкова. В наступлении участвовали двенадцать танков при поддержке пехоты. Чекисты были вынуждены отступить в направлении Абганерово. В 6:00 часов противник вошёл в село Перегрузное, где держали оборону 30 человек взвода 6-й стрелковой роты под командованием младшего лейтенанта Мясова. Бой длился до 11:15 и, потеряв убитыми 9 человек, взвод отступил. 7 августа остатки взвода прибыли в штаб полка в селе Ивановка. 25 августа из состава полка в распоряжение Наркома внутренних дел Калмыцкой АССР была командирована 1-я стрелковая рота (115 человек) со штатным вооружением.
4 сентября полк занял позиции на оборонительном «обводе Г», который проходил по окраинам Сталинграда. Подразделения полка заняли следующие позиции: 1-й стрелковый батальон занял 3-й батальонный рубеж в районе кладбища, 2-й батальон занял 2-й батальонный рубеж в районе посёлка Дар-Гора — дом НКВД, 3-й батальон занял 11-й батальонный рубеж в районе центральной части города, прилегающей к Советской больнице. Штаб полка и полковые тылы расположились по берегам реки Пионерки на участке Советская больница — железнодорожный мост. Позади полка в устье Пионерки располагался штаб 10-й стрелковой дивизии внутренних войск НКВД. 6 сентября полк был пополнен отрядом ополченцев (5 командиров и 993 бойца), которые были очень хорошо вооружены: стрелки самозарядными винтовками СВТ-40, было много ППШ-41 и противотанковых ружей. После получения пополнения численность полка составила 2291 человек: командно-начальствующего состава — 143, младшего начсостава — 324, рядового состава — 1824 человека. 7 сентября 3-й стрелковый батальон полка в составе 327 бойцов (включая 100 автоматчиков, пять расчётов противотанковых ружей и три миномётных расчёта) был откомандирован в подчинение 269-го стрелкового полка внутренних войск НКВД, а впоследствии 272-го стрелкового полка внутренних войск НКВД. Одновременно 116 бойцов с СВТ-40 были откомандированы в распоряжение командира дивизии полковника А. А. Сараева. 8 сентября в 272-й полк НКВД было откомандировано 22 бойца и 34 автоматчика в распоряжение командира дивизии. На утро 9 сентября в 270-м полку насчитывалось 1558 человек. В этот день на усиление 271-го полка внутренних войск НКВД был отправлен взвод автоматчиков (командир младший лейтенант Алексей Николаевич Кудашев) в район станции Ельшанка, где он сражался до 16 сентября.
9 сентября 1-й и 2-й стрелковые батальоны вступили в непосредственный контакт с противником. В этот день противник, прорвавшись через село Нижняя Ельшанка, зашёл в тыл 270-го полка на улицы Ростовская, Профсоюзная, Коммунистическая и в район элеватора, который вскоре стал ареной ожесточённых боёв. Дальнейшее движение противника остановила 6-я стрелковая рота, которая заняла рубеж разъезд — железнодорожная будка и удерживала его до вечера 12 сентября, когда рота, будучи окружённой, частью погибла, а частью попала в плен. В этот день противник нанёс удар по 5-й стрелковой роте в районе Дар-Горы. В свою очередь 270-й полк, контратаковав, оказал помощь 911-му стрелковому полку 244-й стрелковой дивизии, который, находясь на рубеже кладбище — высота 112,5 попал в полуокружение. 12 сентября численность полка составляла 2437 человек. 13 сентября по приказу командира дивизии 1-й стрелковый батальон 270-го сп совместно с одним из батальонов 272-го сп должен был перейти в наступление и выбить противника из района кладбища. Но батальон 272-го полка не смог прибыть, а батальон 270-го полка смог выделить только 3-ю роту. Атака одной ротой не принесла успехов. 14 сентября 5-я стрелковая рота отбила несколько атак противника. В этот день отличилась миномётная рота полка (взвод 82-мм миномётов), уничтожив зенитную батарею и три машины с боеприпасами. На следующий день миномётчики поразили 9 огневых точек противника. 15 сентября в 17:00 немцы нанесли удар по позициям 4-й и 5-й стрелковых рот. Одновременно в тыл 2-го стрелкового батальона прорвалось несколько танков 24-й танковой дивизии вермахта. Прорвавшиеся танкисты захватили в плен 7 красноармейцев из состава 5-й стрелковой роты, находившихся в обозе. К исходу дня на командный пункт 2-го стрелкового батальона вышло десять выживших бойцов 5-й стрелковой роты. 4-я рота смогла удержать занятые позиции. 15 сентября в полку оставалось в строю 540 человек. 16 сентября в 7:20 противник нанёс удар по двум направлениям: со стороны кладбища на старую церковь и от станции Сталинград-II к железнодорожному мосту через Пионерку. Для удержания противника в бой пошли все вспомогательные подразделения: сапёры, химики, штабники. В 18:00 полковник А. А. Сараев приказал отбить захваченный противником железнодорожный мост через Пионерку. В 21:00 1-я и 2-я роты 2-го стрелкового батальона перешли в наступление и отбили мост. Для развития успеха в бой пошёл весь 1-й батальон, который смог захватить плацдарм на северном берегу Пионерки от моста до больницы, сомкнув фланг с 272-м стрелковым полком НКВД. В этот день в плен попали 28 человек из остатков 6-й роты полка: два командира и двадцать шесть красноармейцев (среди них три коммуниста). В роте, отрезанной от своих наступающими немцами, погиб весь командный состав, и командование принял заместитель командира роты младший лейтенант Фелякин. Ещё 8 человек из состава 4-й стрелковой роты попали в плен при попытке прорваться к своим. В 23:30 полк был временно переподчинён 244-й стрелковой дивизии (244-я сд). К концу дня в 270-м сп оставалось в строю 205 человек. 17 сентября противник продолжил наступление и 270-й полк практически попал в окружение. Для спасения полка командир 244-й сд разрешил полку отойти на новый рубеж обороны железнодорожный мост — виадук. 18 сентября противник провёл мощную артподготовку и продолжил наступление. Сосед справа, 1345-й стрелковый полк 244-й сд, неожиданно отступил с позиций, оголив правый фланг полка. Немцы воспользовались ситуацией и ударили во фланг 2-го стрелкового батальона. 2-му и 1-му батальонам пришлось отступить, но, контратаковав, чекисты восстановили положение. 19 сентября в 3:00 ночи поступил приказ полковника Сараева перейти в наступление для возврата позиций, утраченных два дня назад. В 5:30 полк перешёл в атаку, но не смог закрепиться на достигнутых рубежах и откатился назад. К концу дня полк практически перестал существовать, как боевая единица: в 1-м стрелковом батальоне в строю осталось 25 человек, во 2-м — 14. За этот тяжёлый для полка день противник потерял около 400 человек.
20 сентября командир 10-й дивизии НКВД полковник А. А. Сараев приказал остатки полка (109 человек, две 45-мм пушки, три 82-мм миномёта) передать 272-му стрелковому полку НКВД, а управление полка вывел на левый берег Волги в район села Заплавное на переформирование.

### Расформирование
27 октября 1942 года был издан приказ НКВД СССР № 002356, по которому 270-й и 282-й стрелковые полки внутренних войск НКВД были расформированы, а сама 10-я стрелковая дивизия внутренних войск НКВД была переформирована в трёхполковую по штатам РККА. Однако история полка на этом не закончилась: 10 февраля 1943 года за мужество и героизм, проявленные в боях при обороне Сталинграда, уже расформированный полк был награждён орденом Красного Знамени.

### Итоги боевой деятельности
270-й стрелковый полк НКВД СССР с 26 июля по 1 августа неся службу охраны тыла 64-й армии задержал 9058 человек (военнослужащих — 8188 и гражданских — 870):

Из числа военнослужащих:
1. Неорганизован. отходящих с поля боя — 5737;
2. Отставших от своих частей — 1666;
3. Вышедших из окружения — 327;
4. Бывших в плену у противника — 88;
5. Без установленных документов — 370.

Из числа гражданских:
1. Уклонившихся от призыва в КА [Красная Армия] — 14;
2. Бежавших с оборонительных работ — 199;
3. Без документов — 495;
4. Подозрительного элемента — 62.

Из числа задержан. разоблачено:
1. Шпионов — 2;
2. Мародёров — 2;
3. Дезертиров — 12.— 

В результате 11 дней боёв «полк в составе 2 б-нов и спецподразделений, руководимый Журавлёвым, за период боев за город Сталинград уничтожил 6800 гитлеровцев, 16 танков, 8 станковых пулемётов, 35 ручных пулемётов, 10 автомашин с боеприпасами и грузами, 2 миномётные батареи, 2 зенитных орудия и 2 ПТР, 1 мотоцикл».

## Состав полка
Все полки 10-й стрелковой дивизии НКВД формировались с одним и тем же составом:
- три стрелковых батальона по три стрелковые роты и пулемётному взводу (четыре пулемёта «Максим») в каждом батальоне;
- батарея 45-мм противотанковых пушек (четыре орудия);
- миномётная рота (четыре 82-мм и восемь 50-мм миномётов);
- рота автоматчиков.

Личный состав полка в период лето — осень 1942 года:
| Состав                                   | 1.08 | 6.09 | 09.09 | 12.09 | 15.09 | 17.09 | 20.09 |
| ---------------------------------------- | ---- | ---- | ----- | ----- | ----- | ----- | ----- |
| Средний и старший комначсостав (офицеры) | 143  | 143  | 124   |       |       |       |       |
| Младший начсостав (сержанты и старшины)  | 338  | 326  | 236   |       |       |       |       |
| Рядовой состав                           | 974  | 1824 | 1198  |       |       |       |       |
| Всего                                    | 1455 | 2291 | 1558  | 2437  | 540   | 350   | 109   |

## Награды
- Орден Красного Знамени[18] (10 февраля 1943 года[16])

## Командный состав полка
В соответствии с приказом ГУВВ НКВД СССР № 00212 от 8 августа 1942 года командование полком выглядело следующим образом:
- Командир полка — майор Журавлёв Анатолий Константинович, бывший начальник 2-го отделения штаба 13-й мотострелковой дивизии внутренних войск НКВД;
- Заместитель командира полка — капитан Баулин Иван Николаевич, бывший начальник штаба 59-го полка войск НКВД по охране железных дорог;
- Начальник штаба полка — капитан Маслов Иван Евдокимович, бывший заместитель начальника штаба 78-го полка войск НКВД по охране железных дорог;
- Заместитель начальника штаба по разведке — старший лейтенант Чучин Василий Фёдорович, бывший заместитель командира батальона 78-го полка войск НКВД по охране железных дорог;
- Помощник начальника штаба полка — младший лейтенант Высоков Григорий Герасимович, бывший помощник начальника штаба 29-й танковой бригады РККА;
- Командир 1-го стрелкового батальона — капитан Михайлов Алексей Леонтьевич, бывший командир разведывательной роты 125-го полка войск НКВД по охране железных дорог;
- Командир 2-го стрелкового батальона — старший лейтенант Морозкин Фёдор Иванович, бывший начальник заставы 42-го пограничного отряда войск НКВД;
- Командир 3-го стрелкового батальона — старший лейтенант Груздёв Аркадий Васильевич, бывший помощник начальника штаба 41-го резервного пограничного полка УПВ НКВД Грузинского округа;
- Командир артиллерийской батареи — вакантная.
- Командир миномётной роты — младший лейтенант Попов Борис Григорьевич, бывший заместитель командира миномётной роты 41-го резервного пограничного полка УПВ НКВД Грузинского округа;
- Командир роты автоматчиков — младший лейтенант Могилев Иван Павлович, бывший заместитель командира роты 27-го конвойного полка войск НКВД;
- Начальник санитарной службы — военврач 2-го ранга Багрий Владимир Никитович, бывший врач 78-го полка 3-й дивизии войск НКВД по охране железнодорожных сооружений.

## Память
В 1968 году именем командира роты 270-го стрелкового полка внутренних войск НКВД СССР лейтенанта Михаила Тимофеевича Балонина названа улица в Волгограде, проходящая позади здания вокзала Волгоград I. 8 мая 1975 года на входной арке стадиона Динамо открыта мраморная доска с текстом: «Эта улица названа именем лейтенанта Балонина Михаила Тимофеевича, командира роты 270-го стрелкового полка 10-й стрелковой дивизии внутренних войск НКВД, героически сражавшегося в городе Сталинграде. Погиб 19 сентября 1942 г.»
7 мая 1974 года в Советском районе Волгограда было открыто две мраморные мемориальные доски. Первая по адресу улица Александра Беляева дом 26, с текстом: «Улица названа именем сержанта Беляева Александра Алексеевича, командира отделения 270-го стрелкового полка 10-й стрелковой дивизии внутренних войск НКВД, героически сражавшегося в городе Сталинграде, посмертно награждённого орденом Красного Знамени. Погиб 16 сентября 1942 года». Вторая по адресу улица Петра Круглова дом 26, с текстом: «Улица названа именем младшего лейтенанта Круглова Петра Григорьевича, командира взвода 270-го стрелкового полка 10-й стрелковой дивизии войск НКВД, героически сражавшегося в г. Сталинграде, посмертно награждённого орденом „Красного Знамени“. Погиб 17 сентября 1942 года».
31 октября 1983 года на доме по адресу улица Николая Сарафанова, дом 44, была открыта гранитная дока с текстом: «Улица названа именем Сарафанова Николая Ильича, бронебойщика 270-го стрелкового полка 10-й дивизии НКВД, одного из участников героических боев по отражению атак вражеских танков в районе посёлка Дар-горы в сентябре 1942 г.».
6 октября 1987 года по адресу улица Михаила Чембарова, 30 была открыта памятная доска из гранита с текстом: «Улица названа именем Чембарова Михаила Фёдоровича, бронебойщика 270-го стрелкового полка 10-й дивизии НКВД, одного из участников героических боев по отражению атак вражеских танков в районе посёлка Дар-горы, в сентябре 1942 г.».

## Комментарии
1. ↑  Остановочный пункт на железной дороге Волгоград — Суровикино Басаргино: 48°39′38″ с. ш. 44°08′56″ в. д.HGЯO
2. ↑  Ныне несуществующий (затопленный во время строительства Волго-Донского канала) населённый пункт Цыбенко: 48°35′31″ с. ш. 44°08′52″ в. д.HGЯO
3. ↑  Ныне несуществующий (затопленный во время строительства Волго-Донского канала) населённый пункт Варваровка: 48°33′27″ с. ш. 44°10′17″ в. д.HGЯO
4. ↑  Ныне несуществующий населённый пункт Зеты: 48°53′51″ с. ш. 44°39′54″ в. д.HGЯO
5. ↑  Судьба 1-й стрелковой роты 269-го стрелкового полка внутренних войск НКВД неизвестна[4]
6. ↑  Сталинград был разделён на несколько батальонных рубежей обороны на которых создавались соответствующие оборонительные сооружения
7. ↑  Сейчас это старое кладбище в районе улицы Неждановой: 48°42′24″ с. ш. 44°26′51″ в. д.HGЯO
8. ↑  За бои в районе Ельшанки Алексей Николаевич был награждён орденом Красной Звезды[8]
9. ↑  Старая церковь: 48°41′56″ с. ш. 44°29′02″ в. д.HGЯO
10. ↑  Памятная доска на улице Михаила Балонина: 48°42′42″ с. ш. 44°30′29″ в. д.HGЯO
11. ↑  Памятная доска на улице Александра Беляева: 48°39′09″ с. ш. 44°25′43″ в. д.HGЯO
12. ↑  Памятная доска на улице Петра Круглова: 48°39′09″ с. ш. 44°25′40″ в. д.HGЯO
13. ↑  Памятная доска на улице Николая Сарафанова: 48°38′55″ с. ш. 44°25′28″ в. д.HGЯO
14. ↑  Памятная доска на улице Михаила Чомбарова: 48°39′10″ с. ш. 44°25′36″ в. д.HGЯO